# بدر (فلم)
بدر هو فيلم تشويقي-رومانسي مصري صدر عام 2001، من إخراج وتأليف يوسف منصور. الفيلم من بطولة يوسف منصور وإنجي عبد الله.

## القصة
تدور أحداث الفيلم حول قدوم مطربة عربية إلى (مصر) من أجل إحياء سهرة فنية . وفي خضم ذلك ستتوصل السلطات الأمنية إلى معلومات بالغة الأهمية، تفيد أن هنالك جهات خفية، تخطط لاغتيال المطربة بهدف ضرب السياحة في (مصر) ، وللتصدي لهذا التهديد سيُكلَّف الحارس الشخصي (بدر) بحراسة ضيفة (مصر) من أي خطر قد يهدد سلامتها، وسرعان ما ستتطور العلاقة بين المطربة وحارسها الشخصي لتطغى عليها العاطفة

## طاقم العمل
| - يوسف منصور (بدر) - إنجي عبد الله - لطفي لبيب - فايق عزب - محمد توفيق - الياس الديب | - كمال السيد - محمد كريم - محمد سعد - وليد محمود - أحمد التهامي - لارا | - سيلفيا - أحمد النجار - محمد الكوش - وائل الملاح - ياسمين رضا - سيد شاهين | - جمال سلامة - أشرف كابونجا - سامح السيد - عماد المسيري - أحمد عاطف |

## روابط خارجية
- بدر على موقع الدهليز
- بدر على موقع قاعدة بيانات الأفلام العربية